# Wischhafen
Wischhafen est une commune allemande de l'arrondissement de Stade, land de Basse-Saxe.

## Source, notes et références
- (de) Cet article est partiellement ou en totalité issu de l’article de Wikipédia en allemand intitulé « Wischhafen » (voir la liste des auteurs).